# ЛитRPG
ЛитРПГ (литературная RPG) — поджанр фантастической литературы, основанный на субкультуре популярных ролевых компьютерных игр. Данный жанр описывает как реальность, так и мир компьютерных ролевых игр, вымышленных или реально существующих. Также ЛитРПГ могут путать с жанром научной фантастики киберпанк, однако, в отличие от последнего, в ЛитРПГ делается акцент на игровую составляющую, и присутствие информационных технологий не обязательно либо им отводится второстепенная роль.
Книги в ЛитРПГ характеризуются тем, что по ходу сюжета используются вставки текстовых сообщений об игре или расширении имеющихся у персонажей природных и иных характеристик, а также характеристик оружия, одежды, инвентаря, например, сколько нанесено очков повреждений от нападения или накоплено очков опыта и т. д. Встретив такие тексты, читатель сразу понимает, что действие сюжета происходит в компьютерной игре, а не в вымышленном мире реальной компьютерной игры (например, «World of Warcraft»). Книги в ЛитРПГ по другим произведениям или играм являются фанфиками.
ЛитРПГ является фантастическим поджанром, сюжет книг которого строится вокруг работы компьютерных ролевых игр (как правило, MMORPG). Например, главный герой при помощи оборудования виртуальной реальности входит в игру и далее сюжет развивается в игровом пространстве. Иногда тело героя умирает и лишь его сознание остаётся жить в игровом мире — такие произведения относят к фантастическому попаданчеству.

## История
Многие авторы[какие?] считают, что ЛитРПГ выросло из фанфиков на сюжеты популярных игр. Фанфики по мотивам компьютерных книг появились ещё в конце XX века. Серия «BattleTech» (Боевые роботы), фанфик в современной классификации, настольной игры, издавалась с 1986 года (с 1994 года в России, издательство Армада [Альфа-книга]). Серия «Хроники Шандала» (Сергей Карелин, 2001 год) написана по мотивам ролевой карточной игры Magic: The Gathering, но уже намного ближе к современным представителям поджанра — выдуманная игра, лут, прокачка карт, дуэли, фракции, их лидеры и т. д.
Одни из первых книг про жизнь людей в виртуальных мирах появились с развитием компьютеров и компьютерных сетей. Истоки современного поджанра ЛитРПГ вполне можно возвести к таким циклам, как «Лабиринт отражений» (Сергей Лукьяненко, 1997 год, по мотивам игры Doom II 1994 года), и «Мир Кристалла» (Степан Вартанов, 1998 год). Весьма похожи на фанфики «Хоббит, который познал истину» (Вадим Проскурин, 2003 год, по мотивам игры «Герои Меча и Магии», в которой главный герой осознаёт, что он персонаж виртуальной игры, и стремится выбраться в реальный мир), «Клан Быка» (Иван Тропов, 2005 год, главного героя несправедливо судят, и приговаривают к отбыванию наказания в виртуальной тюрьме, в созданном аватаре с полной чувствительностью к боли).
Одним из тех, кто превратил подобные рассказы в самостоятельный поджанр, считают южнокорейского писателя Nam Hee Sung с его произведением «Легендарный лунный скульптор», начало серии было в 2007 году и в настоящее время насчитывающим более 58 томов. Работа по переводу его книг на русский язык вдохновила писателей этого поджанра в России. Классической стала серия «Sword Art Online» японского писателя Кавахара Реки, на 2021 год написано более 40 книг (хотя первая книга была написана в 2002 году, но опубликована была только в 2009 году). В этих книгах отсутствуют логи компьютерных игр, но герои произведений, очевидно, считают, что они находятся внутри игрового мира. Также одним из родоначальников поджанра является проект .Hack, состоящий из серии игр, аниме и манги, выпущенный в 2002 году компанией Bandai.
Термин LitRPG непосредственно связан с российскими издателями. Первый российский роман в этом стиле появился в 2012 году на российском samizdat.ru — роман «Господство клана Неспящих» Дема Михайлова с последующими продолжениями, который быстро набрал популярность и был издан в бумажном формате. В 2013 году издательский дом «ЭКСМО» запустил свой авторский проект под названием «LitRPG». Согласно Magic Dome Books, крупному переводчику русской LitRPG на английский язык, термин «LitRPG» был придуман в 2013 году во время мозгового штурма между писателем Василием Маханенко, редактором научной фантастики ЭКСМО Дмитрием Малкиным, а также другим редактором и автором Алексеем Боблом. В августе 2013 года появилась серия «LitRPG». С 2013 года сайт любителей фантастики fan-book.ru совместно с ЭКСМО проводит конкурсы LitRPG и публикует истории победителей.

## Различия
Большинство произведений ЛитРПГ ближе к фэнтези, но есть также книги, относимые к фантастике (частой основой для фантастики в ЛитРПГ является популярная игра EVE Online).